# Hypercompe dognini
Hypercompe dognini là một loài bướm đêm thuộc phân họ Arctiinae, họ Erebidae.